# Pierre de Chalons
Pierre Chalons, né le 31 mai 1641 dans la paroisse de Saint-Nizier à Lyon, mort en 1718, reste comme un lexicographe du breton vannetais. C'était un fils de commerçants mais il prendra plus tard la particule, et on le connaît comme Pierre de Chalons.
Prêtre, venu dans la partie bretonnante de l'évêché de Vannes, à Sarzeau, il y composa un dictionnaire breton-français et français-breton. La première partie parut après sa mort, en 1723. Elle a été rééditée en 1895 par Joseph Loth, avec ajouts en appendice de certains articles de la seconde.
Il n'a jamais réussi à posséder la langue bretonne, mais a été aidé dans sa tâche par de meilleurs bretonnants, notamment par Cillart de Kerampoul.

## Œuvres
- 1723 - Dictionnaire breton-françois du diocèse de Vannes[2]
- 1895 - Dictionnaire breton-français du dialecte de Vannes : Pierre de Châlons, Joseph Loth ; Éditeur : J. Plihon et L. Hervé[3]
- 1996 - Le premier dictionnaire vannetais, Pierre de Châlons, Gwennolé Le Menn ; Skol[4]